# 金比
金比（Gimbi）是埃塞俄比亞西南部奧羅米亞州西沃萊加地區的小鎮，座標9°10′N 35°50′E / 9.167°N 35.833°E，海拔為1,845米至1,930米。根據埃塞俄比亞中央統計局2005年普查的資料，金比人口約36,612，其中男性18,623人，女性17,989人。
《哈利波特》作品中，其中一隊職業魁地奇球隊來自金比。